# Vauchamps-i csata

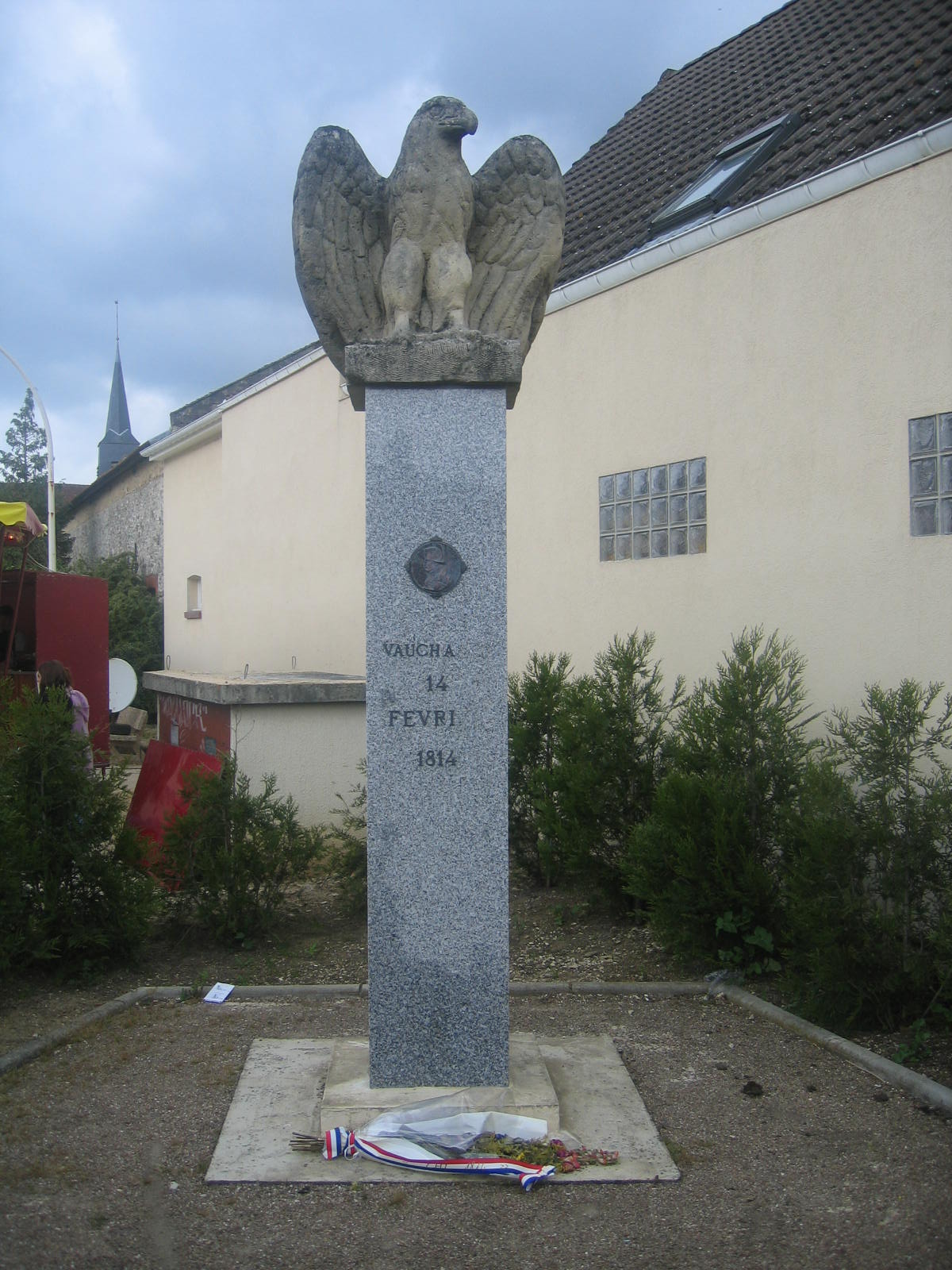
A csata emlékműve

A vauchamps-i csata volt a francia császár hatnapos hadjáratának utolsó, legfőbb ütközete. 1814. február 14-én Napóleon 18 000 ezer emberével megfutamított egy 30 000 főből álló szövetséges (orosz–porosz) haderőt.

## Előzmények
A Blücher tábornagy irányította sziléziai porosz hadsereg négy hadosztálya Párizs irányába tartott. A francia császár több csatában megpróbálta szétzúzni őket vagy megakadályozni előrejutásukat Champaubert-nél, Montmirail-nál, Château-Thierry-nél. Két hadosztály, személyesen Blücher parancsnoksága alatt február 9. óta nem vett részt a harcokban Vertus-ben állomásozott 13-ig, a montmirail-i csatáig. Kleist és Kapcevics 30 000 emberével szemben Marmont őrizte a Châlons-tól Étoges-ig vezető utat egy gyalogsági hadosztállyal és Grouchy lovasságával.

## A csata
Blücher két részre osztotta seregét, a bal szárnyat Kapcevics orosz tábornok, a jobb szárnyat Kleist porosz marsall vezette.
Marmont indította el a támadást Vauchamps irányába a poroszok ellen, akik megkerülték Grouchyt. Rendetlenül hátráltak, de Lafferrière tábornok kisegítette őket váratlan támadásával. Blücher folytatta a hátrálást, mint a sakktáblán lépegetett hátra embereivel. De Grouchy megelőzte a visszavonulását Étoges alatt, azzal hogy átvágott az erdőn a Doumerc, Bordesoulle és Saint-Germain hadosztállyal és megvárta őket a champaubert-i út előtt. Blücher azt remélte, hogy az éjszaka leple alatt menedéket talál a seregének Étoges-ban és megerősítheti erőit az orosz és porosz lovassággal, de Raguza hercege (Marmont) feltűzette a szuronyokat még az éjszaka leszállta előtt és katonái számos hadifoglyot ejtettek a poroszok közül.

## Következmények
A porosz–orosz sereg 9000 embert veszített, ötezren estek hadifogságba, húsz ágyújukat zsákmányolták el, a franciák nyolcszáz főnyi veszteségével szemben. Az orosz gyalogságot Kapcevics tábornok a poroszokat Kleist tábornok vezette. A francia lovasság Grouchy vezetésével gázolta nagy részüket.
Napóleon nem tudott stratégiai jellegű győzelmet aratni, hiszen a Schwarzenberg herceg parancsnoksága alatt álló, sokkal nagyobb számú orosz haderő érintetlen maradt és továbbra is Párizs felé nyomult előre, amely március végén esett el.

## Fordítás
- Ez a szócikk részben vagy egészben  a   Bataille de Vauchamps című francia Wikipédia-szócikk fordításán alapul.  Az eredeti cikk szerkesztőit annak laptörténete sorolja fel. Ez a jelzés csupán a megfogalmazás eredetét és a szerzői jogokat jelzi, nem szolgál a cikkben szereplő információk forrásmegjelöléseként.